# حالت متنی
مد متنی  (به انگلیسی: Text mode) یکی از انواعِ سبکهای نمایش در نمایشگر رایانه  است که در آن صفحه نمایش  به جای اینکه بر روی تک تک پیکسل‌ها کنترل داشته باشد تنها طبق یک الگویی کاراکترها را نمایش دهد.از مزایای این سبک مصرف حافظه کمتر و دستکاری سریعتر صفحه نمایش است.